# 姚珏 (小提琴家)

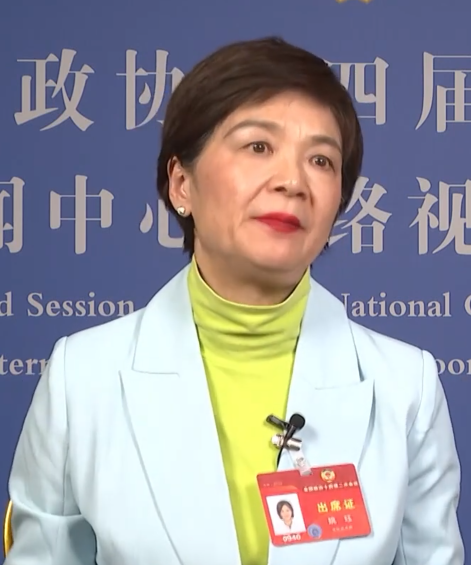
姚珏（2024年）

姚珏，SBS，JP（1971年8月22日—），女，中国小提琴演奏家。她是中國音樂家姚笛的女兒，同時亦是前港澳辦主任魯平的兒媳婦。現任第十三届全国政协委员，並於2013年成立香港弦樂團以鼓勵本港音樂人才成為專業演奏家，更於同年被委任為太平紳士。現任香港藝術發展局委員、香港演藝學院校董會董事兼學術委員會主席、香港藝術節節目委員會委員、香港歌劇院藝術顧問。

## 生平
生于上海，祖籍浙江慈溪。父親是中國音樂家、上海电影乐团指揮姚笛。她7岁开始作公开演奏，有“音乐神童”之美譽。之後父親移居香港，在香港島居住。當時是1970年代後期，中國開始改革開放。十多歲的姚珏當時亦有在一些親北京團體在酒樓舉辦的音樂活動亮相。她除了會小提琴以外，亦彈得一手好鋼琴。據她父親透露，姚珏小时候很不喜欢拉琴，曾经做过故意把琴弦剪断、把练琴的时钟时间拨快。直到升入上海音樂學院的附屬中學之後，姚珏才开始真正喜欢上小提琴。
姚珏先后在上海音乐学院、美國旧金山音乐学院及纽约朱莉亚音乐学院学习。16岁时在中國的全国第一届小提琴比赛中获奖。18岁的她在旧金山音乐学院還是一年級學生時，參加學校舉辦的比賽，憑一曲帕格尼尼的《D大调小提琴协奏曲·第一》在比赛中获第一名。之后又获美国第一届“轩尼诗”小提琴比赛冠军。1981年，姚珏推出第一張唱片，並前往台灣宣傳，是第一位前往台灣演出的中國大陸小提琴演奏家。1988年获朱莉亚音乐学院硕士学位。1990年代，當時香港演藝學院還是草創不久，姚珏在當時與香港著名的音樂訓練學校香港音樂專科學院合作，舉辦演奏會。
2002年，姚珏成立了“香港儿童室内乐团”，並帶領樂團参加了上海儿童艺术节；後來又創辦了「姚珏天才儿童音乐学校」。
2004年，姚珏被選為「香港十大傑出青年」。
2005年，到悉尼歌剧院音乐厅演出，又與捷克苏克室内乐团共同在中國的無錫大世界影城演出。
2006年，與容祖兒合作舉行演唱會。
2007年，乐团参加布拉格国际音乐节演出。
2007年，姚珏舉行「夢想成真」演奏會。
2009年，姚珏與高世章合作，在香港同胞慶祝中華人民共和國成立六十週年文藝晚會壓軸環節《星空閃耀照未來》為流行音樂巨星張學友及北京奧運會開幕式《歌唱祖國》的原聲楊沛宜伴奏。
2011年，姚珏舉行 「International Journey of Strings」演奏會，在華盛頓的 John F. Kennedy Center for the Performing Arts 演奏。

## 政治公職
2018年1月，当选第十三届全国政协委员。2020年5月尾，她亦有參與支持香港國家安全法的聯署。（不過，文藝界有關聯署其後被指造假，張寶華、蔣志光、徐熙媛、李巧靈矢口否認參與有關造假聯署，陳汝騫於2019年離世）

## 家庭
姚珏的父親是中國著名音樂家、上海电影乐团指揮姚笛，丈夫是前港澳辦主任魯平的兒子魯恭，二人育有一個女兒，於2005年初出生，亦是一位天才音樂神童，兩歲多就已經掌握小提琴的基本技巧。
姚珏開始廣為香港人熟知，在於她與前港澳辦主任魯平的兒子魯恭的高調婚姻。之後，姚珏經常出席香港的上流社會活動，而在香港公開演奏的機會亦比過往為多。有時，亦透過新聞來顯身價，例如：她在1990年買進價值100萬美金，全世界仅三把的意大利1713年史特拉底瓦里古小提琴。